# Římskokatolická farnost Rohatec
Římskokatolická farnost Rohatec je územní společenství římských katolíků s farním kostelem svatého Bartoloměje v děkanátu Veselí nad Moravou.

## Historie farnosti
V Rohatci stál farní kostel zřejmě již koncem 13. století. Během následujících staletí byl několikrát vypálen. Fara byla od 16. století luterská. Kolem kostela byl rovněž hřbitov, zrušený v 19. století. 

## Duchovní správci
Od roku 1991 byl farářem R. D. Karel Krumpolc. Ten byl s platností od července 2018 ustanoven výpomocným duchovním a novým administrátorem excurrendo se stal P. Mgr. Robert Kalbarczyk SchP.

## Bohoslužby
| Kostel              | Místo   | Bohoslužba (den)                         | Hodina                                         | Poznámka     |
| ------------------- | ------- | ---------------------------------------- | ---------------------------------------------- | ------------ |
| svatého Bartoloměje | Rohatec | neděle úterý středa čtvrtek pátek sobota | 9.00 dle místních ohlášek dle místních ohlášek | farní kostel |

## Aktivity ve farnosti
Ve farnosti se pravidelně koná tříkrálová sbírka. V roce 2018 se při ní vybralo 97 483 korun.